# Facilina tertia
Facilina tertia är en tvåvingeart som beskrevs av Paramonov 1958. Facilina tertia ingår i släktet Facilina och familjen Pyrgotidae. Inga underarter finns listade i Catalogue of Life.